# Hípica als Jocs Olímpics d'estiu de 1984
Als Jocs Olímpics d'Estiu de 1984 celebrats a la ciutat de Los Angeles (Estats Units d'Amèrica) es disputaren sis proves d'hípica: doma clàssica, concurs complet i salts, tant en categoria individual com per equips. La competició es desenvolupà entre els dies 29 de juliol i 10 d'agost de 1984 al Parc de Santa Anita.
Hi participaren un total de 157 genets, 110 homes i 47 dones, de 30 comitès nacionals diferents.

## Resum de medalles
| Prova                                | Or | Argent | Bronze |
| Doma clàssica individual Detalls     | Reiner Klimke amb Ahlerich | Anne Jensen-Tornblad amb Marzog | Otto Hofer amb Limandus |
| Doma clàssica per equips Detalls     | RFAReiner Klimke amb Ahlerich · Uwe Sauer amb Montevideo · Hubert Krug amb Muscadeur                                                    | SuïssaOtto Hofer amb Limandus · Christine Stueckelberger amb Tansanit · Amy De Bary amb Aintree                                          | SuèciaUlla Hakansson amb Flamingo · Louise Nathorst amb Inferno · Ingamay Bylund amb Aleks                                   |
| Concurs complet individual Detalls   | Mark Todd amb Charisma | Karen Stives amb Ben Aurthur | Virginia Leng amb Priceless                                                                                                  |
| Concurs complet per equips Detalls   | Estats UnitsMichael Plumb amb Blue Stone · Karen Stives amb Ben Arthur · Torrance Fleischmann amb Finvarra · Bruce Davidson amb JJ Babu | Regne UnitVirginia Leng amb Priceless · Ian Stark amb Oxford Blue · Diana Clapham amb Windjammer · Lucinda Green amb Regal Realm         | RFABettina Overesch amb Peacetime · Burkhard Tesdorpf amb Freedom · Claus Erhorn amb Fair Lady · Dietmar Hogrefe amb Foliant |
| Salts d'obstacles individual Detalls | Joseph Fargis amb Touch of Class | Conrad Homfeld amb Abdullah | Heidi Robbiani amb Jessica V                                                                                                 |
| Salts d'obstacles per equips Detalls | Estats UnitsJoseph Fargis amb Touch of Class · Conrad Homfeld amb Abdullah · Leslie Howard amb Albany · Melanie Smith amb Calypso       | Regne UnitMichael Whitaker amb Overton Amanda · John Whitaker amb Ryans Son · Steven Smith amb Shining Example · Timothy Grubb amb Linky | RFAPaul Schockemöhle amb Deister · Peter Luther amb Livius · Franke Sloothaak amb Farmer · Fritz Ligges amb Ramzes           |

## Medaller
| Posició | País         | Or | Argent | Bronze | Total |
| 1       | Estats Units | 3  | 2      | 0      | 5     |
| 2       | RFA          | 2  | 0      | 2      | 4     |
| 3       | Nova Zelanda | 1  | 0      | 0      | 1     |
| 4       | Regne Unit   | 0  | 2      | 1      | 3     |
| 5       | Suïssa       | 0  | 1      | 2      | 2     |
| 6       | Dinamarca    | 0  | 1      | 0      | 1     |
| 7       | Suècia       | 0  | 0      | 1      | 1     |